# Metastil

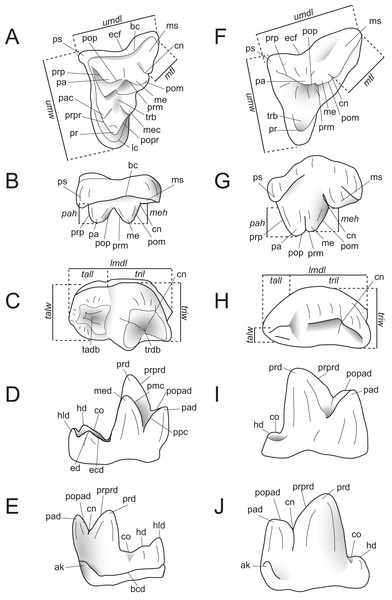
Metastil (ms) en il·lustracions d'una dent molar del hienodont Proviverra typica (A-E)

Un metastil és una cúspide petita o un plec d'esmalt dental situat a la vora bucal de la cara mastegadora d'una dent postcanina (és a dir, una premolar o molar) del maxil·lar superior. Es troba entre el mesostil i, en les espècies de mamífers que en tenen, el metacon. El seu homòleg en les dents del maxil·lar inferior és el metastílid. La presència o absència d'un metastil i les seves característiques sovint són un caràcter diagnòstic en restes de mamífers.